# Birgitta Sewik
Gun-Britt Birgitta Sewik, coniugata Hannen (Glava, 13 gennaio 1949), è una giocatrice di curling svedese.

## Biografia
Partecipò ai XV Giochi olimpici invernali edizione disputata a Calgary (Canada) nel 1988, riuscendo ad ottenere la seconda posizione nella squadra svedese con le connazionali Anette Norberg, Monika Jansson, Elisabeth Högström e Marie Henriksson.
Nell'edizione la nazionale canadese si classificò prima, la norvegese terza. La competizione ebbe lo status di sport dimostrativo.